# تومبيس
تومبيس (بالإنجليزية: Tumbes, Peru)‏ هي مدينة، تتبع مديرية تومبيس، هي عاصمة إقليم تومبيس، ومقاطعة تومبيس، ومديرية تومبيس، بلغ عدد سكانها 80000 نسمة.

## المناخ
يظهر الجدول التالي التغييرات المناخية على مدار السنة لتومبيس:
| البيانات المناخية لـتومبيس                      | البيانات المناخية لـتومبيس | البيانات المناخية لـتومبيس | البيانات المناخية لـتومبيس | البيانات المناخية لـتومبيس | البيانات المناخية لـتومبيس | البيانات المناخية لـتومبيس | البيانات المناخية لـتومبيس | البيانات المناخية لـتومبيس | البيانات المناخية لـتومبيس | البيانات المناخية لـتومبيس | البيانات المناخية لـتومبيس | البيانات المناخية لـتومبيس | البيانات المناخية لـتومبيس |
| الشهر                                           | يناير                      | فبراير                     | مارس                       | أبريل                      | مايو                       | يونيو                      | يوليو                      | أغسطس                      | سبتمبر                     | أكتوبر                     | نوفمبر                     | ديسمبر                     | المعدل السنوي              |
| ----------------------------------------------- | -------------------------- | -------------------------- | -------------------------- | -------------------------- | -------------------------- | -------------------------- | -------------------------- | -------------------------- | -------------------------- | -------------------------- | -------------------------- | -------------------------- | -------------------------- |
| الدرجة القصوى °م (°ف)                           | 37.0 (98.6)                | 36.8 (98.2)                | 39.6 (103.3)               | 36.6 (97.9)                | 35.6 (96.1)                | 40.0 (104.0)               | 39.1 (102.4)               | 38.0 (100.4)               | 33.8 (92.8)                | 33.5 (92.3)                | 34.1 (93.4)                | 35.3 (95.5)                | 40.0 (104.0)               |
| متوسط درجة الحرارة الكبرى °م (°ف)               | 30.7 (87.3)                | 31.1 (88.0)                | 31.3 (88.3)                | 31.3 (88.3)                | 30.2 (86.4)                | 28.6 (83.5)                | 27.4 (81.3)                | 26.7 (80.1)                | 26.9 (80.4)                | 27.4 (81.3)                | 28.3 (82.9)                | 29.7 (85.5)                | 29.1 (84.4)                |
| المتوسط اليومي °م (°ف)                          | 26.4 (79.5)                | 27.0 (80.6)                | 27.1 (80.8)                | 26.9 (80.4)                | 26.2 (79.2)                | 24.8 (76.6)                | 23.8 (74.8)                | 22.9 (73.2)                | 23.6 (74.5)                | 23.9 (75.0)                | 24.4 (75.9)                | 25.7 (78.3)                | 25.2 (77.4)                |
| متوسط درجة الحرارة الصغرى °م (°ف)               | 22.1 (71.8)                | 22.3 (72.1)                | 22.6 (72.7)                | 22.4 (72.3)                | 21.7 (71.1)                | 20.7 (69.3)                | 19.4 (66.9)                | 19.0 (66.2)                | 19.3 (66.7)                | 19.9 (67.8)                | 20.4 (68.7)                | 21.4 (70.5)                | 20.9 (69.6)                |
| أدنى درجة حرارة °م (°ف)                         | 15.6 (60.1)                | 16.4 (61.5)                | 15.0 (59.0)                | 14.2 (57.6)                | 14.0 (57.2)                | 14.4 (57.9)                | 15.0 (59.0)                | 12.0 (53.6)                | 12.0 (53.6)                | 12.6 (54.7)                | 14.0 (57.2)                | 12.0 (53.6)                | 12.0 (53.6)                |
| الهطول مم (إنش)                                 | 21.1 (0.83)                | 84.2 (3.31)                | 54.7 (2.15)                | 63.7 (2.51)                | 52.5 (2.07)                | 0.6 (0.02)                 | 6.6 (0.26)                 | 0.6 (0.02)                 | 0.3 (0.01)                 | 1.0 (0.04)                 | 1.1 (0.04)                 | 21.1 (0.83)                | 307.5 (12.11)              |
| متوسط أيام هطول الأمطار (≥ 1.0 mm)              | 4.0                        | 7.4                        | 6.1                        | 4.6                        | 2.3                        | 0.2                        | 0.3                        | 0.2                        | 0.3                        | 0.3                        | 0.5                        | 2.2                        | 28.4                       |
| متوسط الرطوبة النسبية (%)                       | 74                         | 76                         | 75                         | 76                         | 76                         | 78                         | 79                         | 80                         | 79                         | 78                         | 76                         | 74                         | 77                         |
| المصدر #1: الأرصاد الجوية الألمانية             |                            |                            |                            |                            |                            |                            |                            |                            |                            |                            |                            |                            |                            |
| المصدر #2: Meteo Climat (record highs and lows) |                            |                            |                            |                            |                            |                            |                            |                            |                            |                            |                            |                            |                            |